# Muqi (köpinghuvudort i Kina, Liaoning Sheng, lat 41,77, long 124,62)
Muqi är en köpinghuvudort i Kina. Den ligger i provinsen Liaoning, i den nordöstra delen av landet, omkring 100 kilometer öster om provinshuvudstaden Shenyang. Antalet invånare är 15 417. Befolkningen består av 7 602 kvinnor och 7 815 män. Barn under 15 år utgör 12,0 %, vuxna 15-64 år 76 %, och äldre över 65 år 10,0 %.
Runt Muqi är det ganska tätbefolkat, med 60 invånare per kvadratkilometer. Närmaste större samhälle är Yongling, 18,1 km öster om Muqi. Omgivningarna runt Muqi är en mosaik av jordbruksmark och naturlig växtlighet.
Genomsnittlig årsnederbörd är 1 169 millimeter. Den regnigaste månaden är juli, med i genomsnitt 279 mm nederbörd, och den torraste är januari, med 10 mm nederbörd.